# IWGP Heavyweight Championship (IGF)
El IWGP Heavyweight Championship (Campeonato Peso Pesado de la IWGP, en español) fue un campeonato mundial de lucha libre profesional usado por la compañía japonesa Inoki Genome Federation (IGF). El título comparte su nombre con el Campeonato Peso Pesado de la IWGP de New Japan Pro-Wrestling (NJPW), del cual se separó debido a una decisión tomada por el fundador de la IGF y NJPW, Antonio Inoki. "IWGP" es la abreviatura del organismo rector ficticio de NJPW, el International Wrestling Grand Prix (Gran Premio Internacional de Lucha Libre, en español).
Durante la historia del campeonato, IGF lo reconoció como el Campeonato Peso Pesado de la IWGP oficial, continuando la historia del título después de que NJPW cometiera un "error" a los ojos de Inoki. IGF fue el territorio japonés de la National Wrestling Alliance (NWA), por lo que el título también fue reconocido por la NWA. NJPW reconoció el título como el IWGP 3rd Belt Championship (Campeonato del Tercer Cinturón de la IWGP, en español), un campeonato que solo estaba representado por una versión previa del título del Campeonato Peso Pesado de la IWGP. El título apareció brevemente en Total Nonstop Action Wrestling (TNA), que también lo reconoció como el Campeonato Peso Pesado de la IWGP.
El campeón inaugural fue Brock Lesnar, quien era en ese momento el actual Campeón Peso Pesado de la IWGP antes de ser despojado del título debido a problemas con NJPW. IGF lo reconoció después como el campeón Peso Pesado de la IWGP oficial. Todos los cambios de título ocurrieron en eventos organizados por la IGF o NJPW. Hubo un total de tres reinados entre tres luchadores durante la breve historia del título antes de unificarse con el Campeonato Peso Pesado de la IWGP.

## Historia
El 8 de octubre de 2005, en el evento Toukon Souzou New Chapter de New Japan Pro-Wrestling (NJPW), en Tokio, Japón, Brock Lesnar derrotó a Kazuyuki Fujita y Masahiro Chono en un Triple Threat match por el Campeonato Peso Pesado de la IWGP. Lesnar mantuvo el título durante 280 días, con tres defensas exitosas, hasta que no pudo presentarse para una defensa del título programada. Ante esto, NJPW despojó a Lesnar del campeonato el 15 de julio de 2006. Lesnar se justificó alegando problemas de visa junto con el hecho de que NJPW supuestamente le debía una compensación por sus razones al no presentarse en la defensa del título prevista. Después de esta serie de eventos, el fundador de NJPW, Antonio Inoki, dejó NJPW y creó una nueva promoción, la Inoki Genome Federation (IGF). Inoki luego reconoció a Lesnar como el campeón Peso Pesado de la IWGP debido a que Lesnar nunca había perdido el campeonato en un combate y Lesnar aún mantenía la posesión física del cinturón del título. NJPW reconoció a Lesnar como el campeón del Tercer Cinturón de la IWGP y no como el campeón Peso Pesado de la IWGP, manteniendo su postura de haberlo despojado del título en 2006.
El 29 de junio de 2007, IGF realizó su debut con Lesnar defendiendo el Campeonato Peso Pesado de la IWGP ante Kurt Angle en el evento principal. Angle derrotó a Lesnar para ganar el campeonato, con Angle apareciendo en la promoción estadounidense Total Nonstop Action Wrestling (TNA) con el cinturón físico del título. TNA también se refirió al título como el Campeonato Peso Pesado de la IWGP de la misma manera que lo hacía la IGF, reconociendo a Angle como el campeón Peso Pesado de la IWGP oficial. NJPW no reconoció a Angle como el campeón Peso Pesado de la IWGP, en cambio, sólo lo reconoció como el segundo Campeón del Tercer Cinturón de la IWGP.
Angle defendió dos veces el campeonato con éxito. Su primera defensa fue en TNA en una rivalidad contra Samoa Joe. Angle apareció por primera vez con el título en TNA el 5 de julio de 2007, en un episodio del programa de televisión TNA Impact!. El título se volvió relevante para la rivalidad entre Joe y Angle con miras al evento de pago por visión (PPV) de TNA Hard Justice. Antes del evento PPV de TNA Victory Road el 15 de julio de 2007, Joe, el Campeón de la División X de TNA, y Angle, el Campeón Mundial Peso Pesado de la TNA, se unieron para enfrentar a los Campeones Mundial en Parejas de la TNA, Team 3D (Brother Devon & Brother Ray) en una lucha por equipos cuya estipulación era quien lograra el pinfall o la sumisión para su equipo ganaría el campeonato de ese luchador. Joe cubrió Brother Ray en la lucha, ganando así el Campeonato Mundial en Parejas para él y un compañero de su elección. Joe eligió quedarse con el título en solitario y en el episodio de Impact! del 19 de julio de 2007, desafió a Angle a un Winner Takes All Match para el evento Hard Justice por los Campeonatos Mundial Peso Pesado, de la División X y Mundial en Parejas de la TNA, y por el Campeonato Peso Pesado de la IWGP. Angle aceptó el combate, enfrentándose finalmente en el evento Hard Justice el 12 de agosto de 2007 en Orlando, Florida, por todos los títulos. Angle derrotó a Joe en el evento para ganar el Campeonato Mundial en Parejas y el de la División X de la TNA, al tiempo que retuvo el Campeonato Mundial Peso Pesado de la TNA y el Campeonato Peso Pesado de la IWGP. Posteriormente, TNA desvaneció lentamente la existencia del Campeonato Peso Pesado de la IWGP con Angle defendiendo el título en los eventos producidos por IGF y NJPW, con el título siendo denominado de ambas formas, tanto como Campeonato Peso Pesado de la IWGP como Campeonato del Tercer Cinturón de la IWGP.
La segunda defensa del título de Angle fue en el evento Wrestle Kingdom II de NJPW el 4 de enero de 2008, donde derrotó al excampeón Peso Pesado de la IWGP reconocido por NJPW, Yuji Nagata, para retener el Campeonato del Tercer Cinturón de la IWGP. La última defensa de Angle fue contra el entonces Campeón Peso Pesado de la IWGP reconocido por NJPW, Shinsuke Nakamura, en una lucha de unificación el 17 de febrero de 2008 en el evento Circuit 2008 New Japan ISM, donde el ganador sería el unificado Campeón Peso Pesado de la IWGP. Angle perdió el combate, terminando así la existencia del Campeonato Peso Pesado de la IWGP reconocido por IGF. Más tarde, IGF introdujo otro título cinco años después el 31 de diciembre de 2013: el Campeonato de la IGF.

## Nombres
| Nombre                        | Años                                        | Notas y referencias                                              |
| ----------------------------- | ------------------------------------------- | ---------------------------------------------------------------- |
| IWGP Heavyweight Championship | 15 de julio de 2006 — 17 de febrero de 2009 | Nombre utilizado por IGF y TNA durante la existencia del título. |
| IWGP 3rd Belt Championship    | 15 de julio de 2006 — 17 de febrero de 2009 | Nombre utilizado por NJPW durante la existencia del título.      |
| NWA Japan Championship        | 15 de julio de 2006 — 17 de febrero de 2009 | Nombre utilizado por la NWA durante la existencia del título.    |

## Campeones

### Lista de campeones
|   | Luchador          | N.º | Fecha                 | Días | Show o evento              | Defensas exitosas | Notas y referencias |
| - | ----------------- | --- | --------------------- | ---- | -------------------------- | ----------------- | --- |
| 1 | Brock Lesnar      | 1   | 8 de octubre de 2005  | 629  | Toukon Souzou New Chapter  | 0 (3 reconocidas) | Brock Lesnar derrotó a Kazuyuki Fujita y Masahiro Chono en un Triple Threat match por el Campeonato Peso Pesado de la IWGP. New Japan Pro-Wrestling despojó a Lesnar del título el 15 de julio de 2006. IGF consideró que su reinado aún estaba activo y creó su versión del Campeonato Peso Pesado de la IWGP. |
| 2 | Kurt Angle        | 1   | 29 de junio de 2007   | 233  | Toukon Bom-Ba-Ye           | 2                 | Kurt Angle apareció con el título y lo defendió en Total Nonstop Action Wrestling (TNA), reteniendo exitosamente el campeonato contra Samoa Joe el 12 de agosto de 2007, en el evento de TNA Hard Justice. |
| 3 | Shinsuke Nakamura | 1   | 17 de febrero de 2008 | 0    | Circuit 2008 New Japan ISM | 0                 | Shinsuke Nakamura derrotó a Kurt Angle para unificar este campeonato con el Campeonato Peso Pesado de la IWGP de NJPW. |
| — | Unificado         | —   | 17 de febrero de 2008 | —    | Circuit 2008 New Japan ISM | —                 | La versión IGF del Campeonato Peso Pesado de la IWGP es desactivada. |

1. ↑  El reinado de Lesnar se calcula desde el día en que ganó el Campeonato Peso Pesado de la IWGP reconocido por NJPW hasta el día en que perdió el Campeonato Peso Pesado de la IWGP reconocido por IGF. Como tal, excluye el tiempo en que fue despojado del título y es anterior a la creación oficial del campeonato separado en la IGF.